# Fondul Anne Frank
Fondul Anne Frank (în germană Anne Frank-Fonds) este o fundație înființată în 1963 la Basel (Elveția) pentru a gestiona drepturile de autor obținute prin publicarea Jurnalului Annei Frank. Ea este legatarul universal al lui Otto Frank, cel care a moștenit drepturile de autor ale fiicei sale. Veniturile obținute sunt folosite pentru a sprijini proiectele la nivel mondial pentru informarea tinerilor cu privire la rasism. 
Fundația a fost înființată de Otto Frank și de cea de-a doua sa soție, Elfriede Geiringer-Markovits, după ce s-au mutat în Elveția în 1952. Otto Frank a murit în 1980, la vârsta de 91 de ani. El a donat anterior jurnalele originale către Institutul NIOD pentru Documentarea Războiului, Holocaustului și Genocidului. În anul 2009 ele au fost împrumutate pe termen nelimitat Fundației Anne Frank.
După moartea lui Otto Frank, Fondul Anne Frank a fost condus de vărul Annei, Buddy Elias (1925-2015), până la propria lui moarte. În 2007 a decis să predea arhivele familiei Fundației Anne Frank din Amsterdam, ca o formă de împrumut pe termen lung. În 2011, totuși, Fondul a cerut să i se restituie arhivele imediat, iar tribunalul a decis în cele din urmă că arhivele familiei trebuie restituite, ceea ce a avut loc efectiv la sfârșitul anului 2013. Fondul elvețian vrea ca arhiva să fie cedată unui muzeu Anne Frank ce urmează să fie amenajat în orașul ei natal, Frankfurt.
Fundația neerlandeză și fondul elvețian s-au întâlnit în instanță în 2015 pentru soluționarea problemei cu privire la drepturile de autor asupra jurnalului.